# ASM-135 ASAT
ASM-135 ASAT — багатоступенева протисупутникова ракета повітряного базування, розроблена аерокосмічним підрозділом Ling-Temco-Vought. ASM-135 використовувався виключно винищувачем F-15 Eagle ВПС США (USAF).

## Розвиток
Починаючи з кінця 1950-х років, США почали розробку протисупутникової зброї. Першою протисупутниковою зброєю США була Bold Orion Weapon System 199B (кількома тижнями раніше відбулось невдале випробування іншої ракети High Virgo, Weapon System 199C, яка не змогла перехопити ціль). Як і ASM-135, ракета Bold Orion була запущена з повітря, але в цьому випадку з літака Boeing B-47 Stratojet. Ракета Bold Orion була випробувана 19 жовтня 1959 року проти супутника Експлорер-6. Двоступенева ракета Bold Orion пройшла на відстані близько 6 км біля Explorer-6. На такій великої відстані лише ядерна боєголовка відносно великої потужності могла б знищити ціль, тому наступні моделі часто проєктувались з ядерною боєголовкою.
Починаючи з 1960 року Міністерство оборони (DoD) запустило програму під назвою SPIN (англ. Space INtercept — перехоплення супутника). У 1962 році Військово-морські сили США запустили ракети Caleb, як частину програми Satellite Interceptor Program, яка мала на меті розробку протисупутникової зброї.
Сполучені Штати також розробляли протисупутникову зброю прямого підйому. Модифікована ракета армії США Nike Zeus успішно перехопила орбітальний супутник у травні 1963 року. Одна ракета з цієї системи, відома як проєкт MUDFLAP, а пізніше як «проєкт 505» була доступна для запуску з 1964 по 1967 рік. Протисупутникова система Thor з ядерним озброєнням, розгорнута ВПС за «програмою 437», зрештою замінила проєкт 505 Nike Zeus у 1967 році. Ракетна система «програма 437 Thor» залишалася в обмеженому розгортанні до 1975 року. Одним із недоліків ядерної протисупутникової зброї було те, що вона також могла пошкодити розвідувальні супутники США. У результаті зусилля Сполучених Штатів з розробки протисупутникової зброї були перенаправлені на розробку систем, які не потребують використання ядерної зброї.
Після того, як Радянський Союз також почав розробляти протисупутникову систему, у 1978 році президент США Джиммі Картер наказав ВПС США розробити та розгорнути нову протисупутникову систему.
У 1978 році ВПС США розпочали нову програму, спочатку названу Прототипом мініатюрного повітряного ракетного сегмента (PMALS, Prototype Miniature Air-Launched Segment), а Космічний відділ командування систем ВПС створив офіс системної програми. ВПС США опублікували запит на пропозицію щодо мініатюрної ракети повітряного базування (ALMV). Вимогою була ракета повітряного базування, яку можна було б використовувати проти супутників на низькій навколоземній орбіті.
У 1979 році ВПС США уклали контракт з LTV Aerospace на початок роботи над ALMV. Конструкція LTV Aerospace передбачала багатоступеневу ракету з інфрачервоною боєголовкою самонаведення з ураженням кінетичною енергією.

## Конструкція

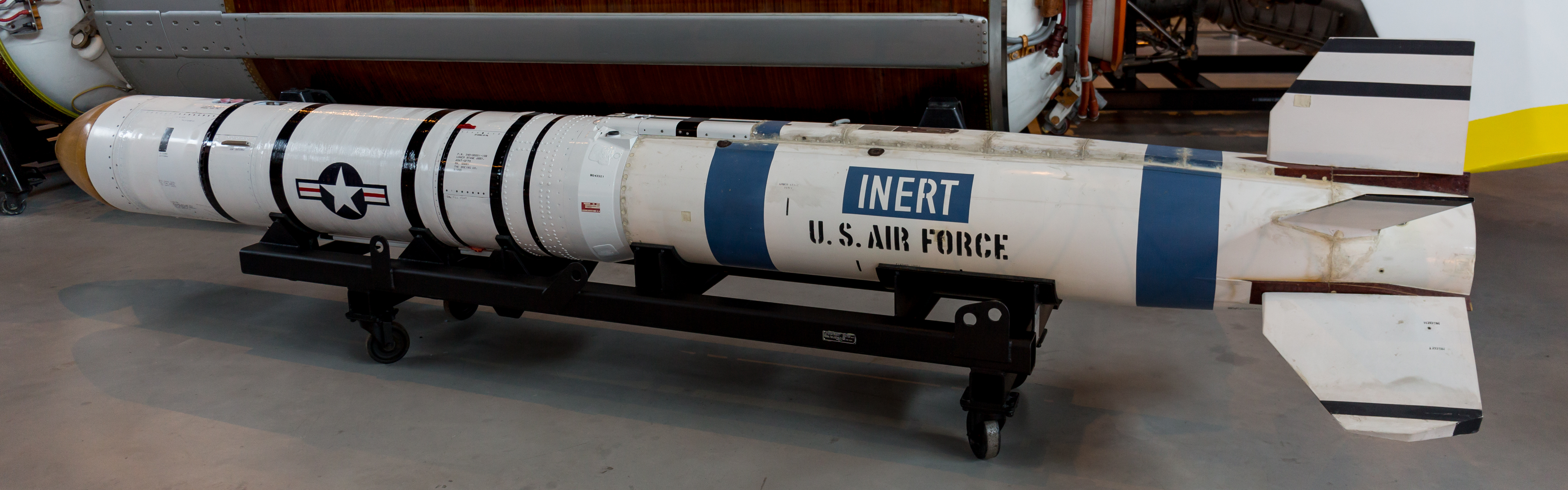
ASM-135 ASAT у Центрі Стівена Ф. Удвара-Газі

ASM-135 був розроблений для запуску з літака F-15A, що летів з надзвуковою швидкістю. Комп'ютер і проєкційний дисплей F-15 були модифіковані, щоб показувати пілоту скеровувальні вектори для запуску ракети.
Модифікована ракета AGM-69 SRAM фірми Boeing з твердопаливним двоімпульсним реактивним двигуном LPC-415 компанії Lockheed Martin була використана як перший ступінь для ракети ASM-135.
Як другий ступінь ASM-135 використовувався LTV Aerospace Altair-3. На Altair-3 використовувався твердопаливний ракетний двигун Тіокол FW-4S. Ступінь Альтаїр-3 також використовувався як четвертий ступінь для ракети «Скаут» і раніше використовувався як для створення протисупутникової зброї Bold Orion, так і Hi-Hoe (Caleb). Альтаїр був оснащений ракетними двигунами на гідразиновому паливі, які можна було використовувати для наведення ракети на цільовий супутник.
LTV Aerospace також надала третій ступінь для ASM-135. Цей ступінь отримав назву Miniature Homing Vehicle (MHV) перехоплювач. Перед розгортанням другий ступінь використовувався для розкручування MHV приблизно до 30 обертів на секунду та наведення MHV на ціль.
Кільцевий лазерний гіроскоп Honeywell використовувався для визначення швидкості обертання та отримання інерціального відліку часу до того, як MHV відокремиться від другого ступеня. Інфрачервоний датчик був розроблений Hughes Research Laboratories. Датчик використовував стрічковий детектор, у якому чотири смужки індій-вісмуту були розташовані хрестоподібно, а чотири смужки були розташовані як логарифмічні спіралі. Коли детектор обертався, положення інфрачервоної цілі можна було виміряти, коли вона перетинала смуги в полі зору датчика. Інфрачервоний детектор MHV охолоджувався рідким гелієм з термоса встановленого замість боєприпасного барабана F-15, і з меншого термоса, розташованого у другому ступені ASM-135. Кріогенні лінії з другого ступеня були втягнуті перед розкручуванням MHV.
Система наведення MHV супроводжувала цілі виключно в полі зору інфрачервоного датчика, але не визначала висоту, положення або дальність до цілі. Пряме пропорційне наведення по лінії видимості використовувало інформацію від детектора для маневру та ігнорувала будь-які зміни прямої видимості. Система дискретного керування була використана для запуску 56 твердотільних ракетних двигунів із «відведенням» повного заряду та 8 із зниженою тягою, розташованих по колу MHV. Ці 8 двигунів меншої потужності використовувалися для більш точного коригування траєкторії безпосередньо перед перехопленням цільового супутника. Чотири капсули в задній частині MHV містили невеликі ракетні двигуни контролю положення. Ці двигуни використовувалися для гасіння обертання MHV.

## Тестові запуски
21 грудня 1982 року F-15A був використаний для виконання першого випробувального польоту ASM-135 на кораблі-носії з Центру льотних випробувань ВПС «Едвардс» у Каліфорнії.
20 серпня 1985 року президент Рейган дозволив випробування супутника. Випробування було відкладено, щоб повідомити про це Конгрес США. Ціллю була орбітальна сонячна обсерваторія Solwind P78-1, яка була запущена 24 лютого 1979 року.
13 вересня 1985 року майор Вілберт Пірсон, керуючи літаком «Небесний орел» F-15A, запустив ASM-135 ASAT приблизно на 320 кілометрів (200 миля) на захід від авіабази ВПС Ванденберг і знищив супутник Solwind P78-1, що летів на висоті 555 кілометрів (345 миля). Перед запуском F-15 що летів зі швидкістю 1,22 Маха мав перевантаження 3.8G через швидкий набір висоти під кутом 65 градусів. ASM-135 ASAT був автоматично запущений на висоті 11 600 метрів (38 100 фут) коли F-15 летів зі швидкістю 0,934 Маха. MHV масою 14 кілограмів (30 фунт) зіткнувся з 910 кілограмів (2 000 фунт) супутником Solwind P78-1 на швидкості зближення 24,000 кілометра за годину (14,913 миля/год; 0,006667 км/с).
У липні 1985 року NASA дізналося про плани ВПС США провести випробування ASAT Solwind. NASA змоделювало наслідки випробування. Ця модель визначила, що уламки від вибуху перебуватимуть на орбіті аж у 1990-х роках. Це змусило б NASA посилити захист від сміття для запланованої до запуску космічної станції.
Раніше ВПС США та NASA працювали разом над розробкою ракети-мішені для експериментів ASAT. NASA давало поради ВПС США щодо проведення тесту ASAT, так щоб уникнути утворення довгоживучих уламків. Однак втрутилися обмеження Конгресу на тести ASAT.
Щоб завершити випробування ASAT до того, як очікувана заборона Конгресу набере чинності (як це сталося в жовтні 1985 року), Міністерство оборони вирішило використати існуючий астрофізичний супутник Solwind як ціль.

NASA співпрацювало з Міністерством оборони, щоб відстежувати наслідки випробувань та повернення сміття в атмосферу за допомогою двох орбітальних телескопів та радара розміщеного на Алясці.
NASA припустило, що уламки розірваного металу будуть мати яскравий колір. Проте частини Солвінду виявилися настільки темними, що їх майже неможливо було виявити оптично. Побачили лише дві штуки. Вчені NASA висунули теорію, що несподіване затемнення Солвінду сталося через карбонізацію органічних сполук у цільовому супутнику; тобто коли кінетична енергія снаряда перетворювалася на теплову енергію під час зіткнення, пластик усередині Solwind випаровувався та конденсувався на шматках металу у вигляді сажі.
NASA використовувало інфрачервоні телескопи ВПС США, щоб довести, що шматки були теплими від тепла, поглиненого від Сонця. Це додало ваги твердженню про те, що вони були темні від кіптяви та не відбивали світло. Частини швидко зійшли з орбіти, що означає велике співвідношення площі до маси. За даними NASA, станом на січень 1998 року на орбіті залишалося 8 із 285 відстежуваних частин. Останній уламок, COSPAR 1979-017GX, SATCAT 16564, зійшов з орбіти 9 травня 2004 року за даними каталогу SATCAT.
Тест Solwind дав три важливі результати:
- Це підняло ймовірність того, що об'єкти, які виявляли оптичні системи, були великими та темними, а не маленькими та яскравими, як зазвичай припускали. Це мало наслідки для калібрування оптичних і радарних орбітальних систем виявлення уламків.
- Тест також створив базову подію для дослідників, які шукають характерні ознаки гіпершвидкісного зіткнення в космосі.
- Підвищено рівень обізнаності про проблему орбітального сміття.

Зрештою, випробування Solwind ASAT не мало наслідків для запланованої американської космічної станції, оскільки завершення побудови станції (і навіть запуск її першого модуля) перенесли на середину 1990-х років. Рекордно високий рівень сонячної активності під час сонячного максимуму 1989—1991 років нагрів і розширив атмосферу більше, ніж очікувалося в 1985 році, прискоривши розпад уламків Солвінду.
| Номер рейсу | Дата                   | опис                                                             |
| ----------- | ---------------------- | ---------------------------------------------------------------- |
| 1           | 21 січня 1984 року     | Ракета успішно випробувана без мініатюрного транспортного засобу |
| 2           | 13 листопада 1984 року | Ракета відмовила, коли MHV була спрямована на зірку.             |
| 3           | 13 вересня 1985 року   | Ракета успішно знищила супутник P78-1 Solwind                    |
| 4           | 22 серпня 1986 року    | Ракета успішно випробувана, коли MHV була спрямована на зірку.   |
| 5           | 29 вересня 1986 року   | Ракета успішно випробувана, коли MHV була спрямована на зірку.   |

Було виготовлено п'ятнадцять ракет ASM-135 ASAT і п'ять ракет пройшли льотні випробування.

## Операційна історія
ВПС Сполучених Штатів мали намір модифікувати 20 винищувачів F-15A з 318-ї ескадрильї винищувачів-перехоплювачів, що базується на базі ВПС Маккорд у Вашингтоні, і 48-ї ескадрильї винищувачів-перехоплювачів, що базується на базі ВПС Ленглі у Вірджинії, для протисупутникової місії. Літаки обох ескадрилій були модифіковані для підтримки ASM-135 ще до того як проєкт був скасований у 1988 році.
ВПС США планували розгорнути оперативні сили зі 112 ракет ASM-135.
Розгортання ASM-135 було центральним елементом політичних дебатів у Сполучених Штатах щодо стратегічної потреби в протисупутниковій зброї та можливості контролю протисупутникової зброї з Радянським Союзом. Починаючи з 1983 року, Конгрес накладав різні обмеження на програму ASM-135, а в грудні 1985 року заборонив випробування ASM-135 на цілях у космосі. Це рішення було прийнято лише через день після того, як ВПС відправили на орбіту два супутники-мішені для наступного раунду випробувань. Військово-повітряні сили продовжили випробування системи ASAT у 1986 році, але залишалися в межах заборони, не вражаючи космічні цілі.
Станом на той же 1986 рік розгортання ASM-135 коштувало вже 5,3 мільярда доларів США порівняно з початковою оцінкою в 500 мільйонів доларів США. ВПС США скоротили програму ASM-135 на дві третини, намагаючись контролювати витрати. ВПС США також ніколи не підтримували програму і запропонували скасувати програму в 1987 році. У 1988 році адміністрація президента Рейгана скасувала програму ASM-135 через технічні проблеми, затримки у випробуваннях та значне зростання витрат.

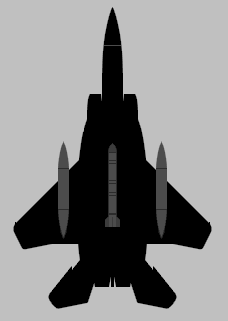
Креслення F-15A з ASM-135, встановленим на центральному пілоні

## Варіанти
- ASM-135 — початкова модель, вироблено 15 ракет.
- CASM-135 — версія ASM-135A з імітатором бойової частини та інертними двигунами.

## Оператори
США
- ВПС США

## Експозиції
- Екземпляр CASM-135 демонструється в Центрі Стівена Ф. Удвара-Хейзі, що є частиною Смітсонівського національного музею авіації та космонавтики (NASM) у Вашингтонському міжнародному аеропорту Даллеса в Шантіллі, Вірджинія, США.
- Ще один CASM-135 виставлений у Національному музеї ВПС США на базі ВПС Райт-Паттерсон, Дейтон, Огайо.